# تارون آناند
تارون آناند (به انگلیسی: Tarun Anand) یک کارگشای فناوری اطلاعات، مهندس نرم‌افزار هندی و یکی از بنیان‌گذاران شرکت آینده‌ی عالی (The Perfect Future) می‌باشد. وی متولد دهلی است و در سال ۱۹۹۴ با مدرک کارشناسی علوم رایانه از آی‌آی‌تی کانپور فارغ‌التحصیل شد و متعاقباً مدرک کارشناسی ارشد خود را از دانشگاه تگزاس در آستین گرفت.
تارون از سال ۱۹۹۵ الی ۲۰۰۴ در مایکروسافت کار می‌کرد و در سال ۲۰۰۳، به عنوان معمار نرم‌افزار برگزیده سال مایکروسافت در کل جهان انتخاب شد. وی آیندهٔ عالی را در سال ۲۰۰۴ شروع کرد.